# Niedźwiedzi Zakątek
Niedźwiedzi Zakątek (niem. Bärenwinkel) – góra (637 m n.p.m.) w południowo-zachodniej Polsce, w Sudetach Środkowych, w Górach Sowich.
Wzniesienie położone w południowo-zachodniej części Gór Sowich, w południowo-zachodniej części niewielkiego grzbietu Masywu Włodarza, na północny zachód od miejscowości Sierpnica, pomiędzy Sierpnicą a Kolcami.
Wzniesienie, o łagodnym wschodnim zboczu i stromych pozostałych zboczach, z płaskim wyrazistym kopulastym wierzchołkiem, stanowi zakończenie bocznego grzbietu Włodarza, ciągnącego się pomiędzy dolinami – Kłobi i potoku płynącego przez Sierpnicę. Wznosi się z południowo-zachodniego zbocza Osówki.
Wzniesienia zbudowane z utworów czerwonego spągowca, należących do północnego skrzydła niecki śródsudeckiej.
W całości pokryte łąkami i użytkami rolnymi, jedynie na wierzchołku rośnie niewielki obszarowo las świerkowy regla dolnego z domieszką innych gatunków.
Wzniesienie ze względu na położenie w Masywie Włodarza, w okresie II wojny światowej, objęte było szczególną tajemnicą przez III Rzeszę, w związku z budową kompleksu militarnego pod kryptonimem "Riese" (pol. Olbrzym).
Wzniesienie położone częściowo na obszarze Parku Krajobrazowego Gór Sowich. Część północno-wschodniego zbocza wzniesienia poniżej szczytu położona jest w Parku Krajobrazowym Gór Sowich, pozostała część wzniesienia położona jest poza parkiem.